# Celownik szczerbinkowy

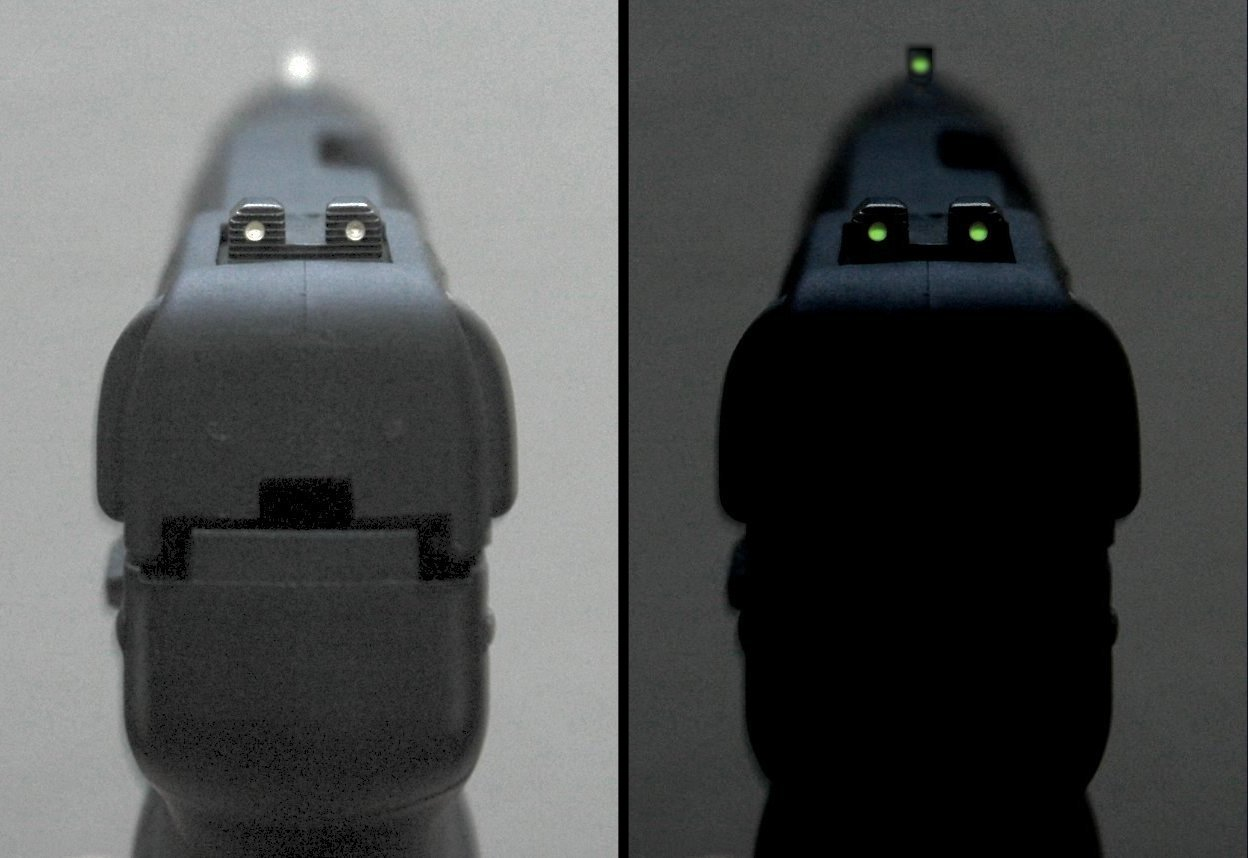
Celownik szczerbinkowy

Schemat celowania przez celownik szczerbinkowy. Zgranie szczerbinki z muszką na celu.

Celownik szczerbinkowy – rodzaj mechanicznego celownika strzeleckiego, w którym najbliżej położonym oka strzelca elementem linii celowniczej jest szczerbinka. 
W celu zapewnienia ostrości widzenia celownik szczerbinkowy musi być umieszczony w odległości minimum 60–70 cm od oka strzelca. Celowanie odbywa się poprzez zgranie przyrządów celowniczych w taki sposób aby muszka znalazła się pośrodku wycięcia szczerbinki.